# Petite rivière Pot au Beurre
Petite rivière Pot au Beurre är ett vattendrag i Kanada.   Det ligger i provinsen Québec, i den sydöstra delen av landet, 220 km öster om huvudstaden Ottawa.
Trakten runt Petite rivière Pot au Beurre består till största delen av jordbruksmark. Runt Petite rivière Pot au Beurre är det glesbefolkat, med 9 invånare per kvadratkilometer.